# Gózdek (Garwolin)
Pour les articles homonymes, voir Gózdek.
Gózdek (prononciation : [ˈɡuzdɛk]) est un village polonais de la gmina de Żelechów dans le powiat de Garwolin de la voïvodie de Mazovie dans le centre-est de la Pologne.
Il se situe à environ 4 kilomètres au nord de Żelechów (siège de la gmina), 19 kilomètres au sud-est de Garwolin (siège du powiat) et à 75 kilomètres au sud-est de Varsovie (capitale de la Pologne).
Le village possède approximativement une population de 270 habitants.

## Histoire
De 1975 à 1998, le village appartenait administrativement à la voïvodie de Siedlce.